# Josephs Legende
Josephs Legende (Legenden om Josef), opus 63, är en balett i en akt för Ballets Russes baserad på berättelsen om Potifars hustru, med libretto av Hugo von Hofmannsthal och Harry Graf Kessler och musik av Richard Strauss. Den komponerades 1912–14 och hade premiär på Parisoperan den 14 maj 1914 med titeln La Légende de Joseph. Det är kompositörens första balettkomposition och hans enda förutom Schlagobers (1924).

## Historik

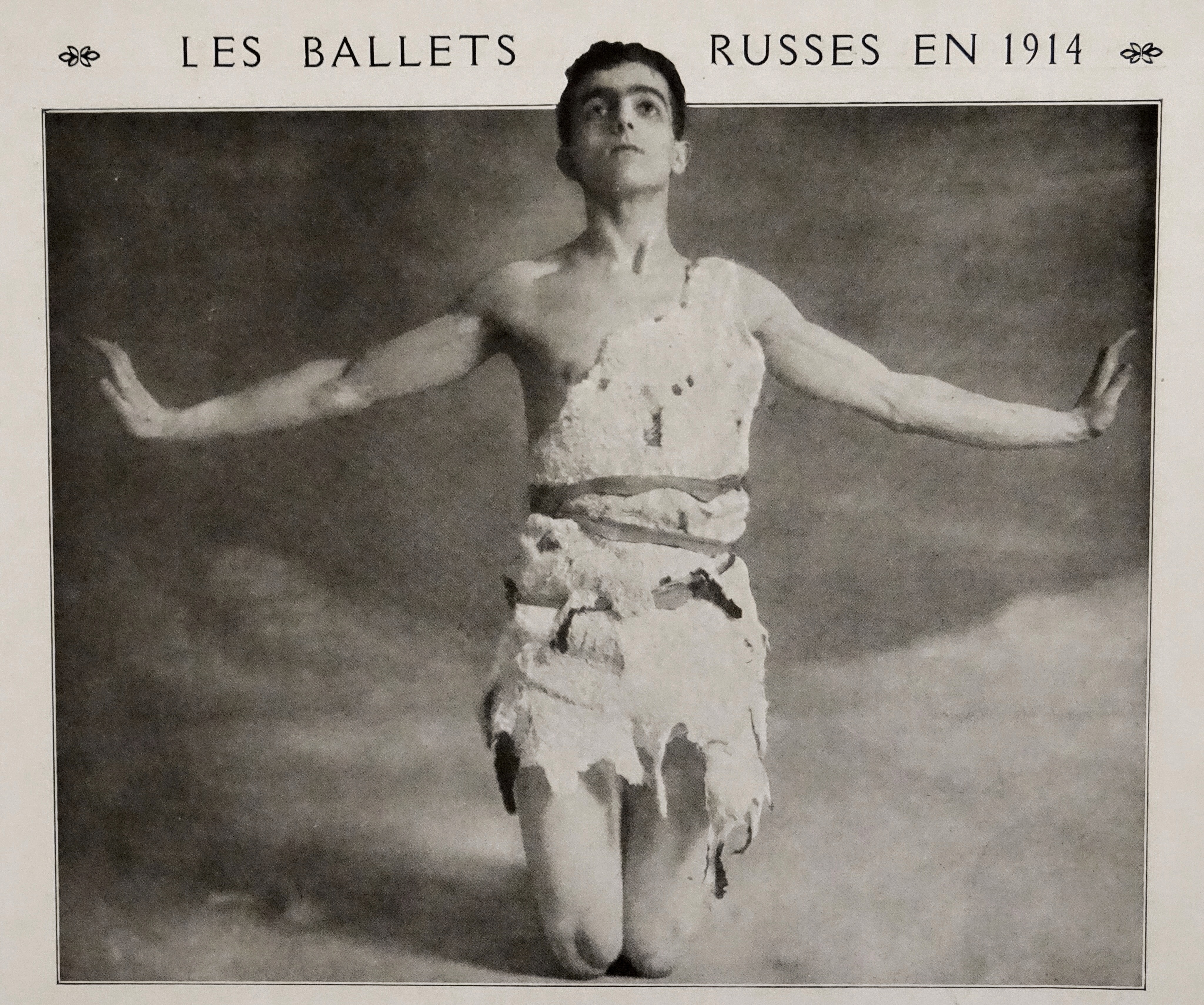
Leonide Massine som titelrollen i Josephs Legende 1914.

Hugo von Hofmannsthal föreslog först Josephs Legende för Strauss som ett Zwischenarbeit (mellanaktsverk) mellan operorna Ariadne på Naxos och Die Frau ohne Schatten. Efter att ha skickat librettoutkastet reagerade Strauss till en början gillande:
"Joseph är förträfflig, är uppslukad. Jag har redan börjat skissa."
Kompositionen påbörjades i juni 1912, men i ett brev från den 11 september anförtrodde Strauss att arbetet inte gick så snabbt som han hade förväntat sig:
«[...] Jag tycker inte riktigt om den kyske Josef, och det är svårt för mig att hitta musik för det som tråkar ut mig. En sådan Josef som söker Gud – han kommer att bli en ansträngning! Nå, kanske finns det en from melodi i något atavistiskt hörn av appendix.»
I efterhand uttryckte Strauss det så här:
"Jag ville förnya dansen med Josephs Legende. Dans som ett uttryck för det dramatiska – men inte uteslutande. Vi får inte förlora ur sikte det rena ägandet av det verkligt graciösa, precis som det absolut ljuvliga, helt analogt i musiken, aldrig får försummas vid sidan av det karakteristiska, programmatiska och elementära."
Strauss övertog sina principer från Elektra för orkestreringen och använde sig av tidigare skisser till sin övergivna balett Die Insel Kythere  – en tredelad sektion av violiner, stora och små cymbaler, fyra kastanjetter, heckelfon, fyra harpor och celestor, piano, orgel och en kontrabasklarinett. Urpremiären ägde rum den 14 maj 1914 i Paris och framfördes av Ballets Russes på Parisoperans scen. Impressario var Sergej Djagilev, koreografen och skaparen av titelrollen var ursprungligen Vaslav Nijinskij – efter sitt giftermål ersattes han av koreografen Michel Fokine och den 18-årige Léonide Massine redan före repetitionerna. Sångerskan Maria Kuznetsova hade iklätt sig pantomimrollen som Potifars hustru. Kostymerna var av Léon Bakst och Alexandre Benois, kostymerna av Josep Maria Sert. Den första uppsättningen av baletten baserades på en målning av Paolo Veronese och auran av ett renässansmotiv. Strauss dirigerade själv premiären och det blev sju föreställningar. Ytterligare sju spelades på Theatre Royal Drury Lane i London under ledning av Sir Thomas Beecham. På grund av krigshotet fick Strauss aldrig sitt arvode på 6000 francs. Nijinskij framträdde inte i rollen som Josef ens efter sin försoning med Djagilev.

## Uppförandehistorik
Josephs Legende var tämligen kontroversiell och nådde inte upp till samma besökssiffror som Strauss operor. Den tyska premiären ägde rum under tonsättarens ledning på Staatsoper i Berlin, iscensatt av Heinrich Kröller och scenografi av Emil Pirchan. Titelrollen spelades av den 40-årige Kröller själv och Potifar spelades av Tilla Durieux. Den österrikiska premiären ägde rum den 18 mars 1922 på Wiener Staatsoper, även den under tonsättarens ledning, med scenografi av Alfred Roller och återigen med koreografi av Heinrich Kröller, som under tiden hade flyttat till Wien. Sopranen Marie Gutheil-Schoder spelade den kvinnliga huvudrollen och Willy Fränzl gestaltade Joseph. Julius Korngolds recension i Neue Freie Presse diskuterade i grunden en skildring av innehållet i balettgenren och kom fram till en negativ slutsats. Kritikern David Josef Bach beskriver ironiskt i Arbeiter-Zeitung dikotomin i skildringen av den förment kyske mannen:

Ketevan Papava som Potifars hustru och Davide Dato som Joseph i Wien 2015.

"De sceniska poeterna Hofmannsthal och Kessler skyggar naturligtvis för ordet balett eller pantomim, eftersom de inte vill ha något annat namn än legend. De menar det fruktansvärt kyskt och heligt. Otvivelaktigt. Det är synd att all lösaktighet och perversitet är nödvändig för att uttrycka denna kyskhet. Denna legend om Josef har förvandlat den bibliska Josef, som inte låter sig förföras av den kärlekstörstande kvinnan Potifar, till en mycket homosexuell affär. Först kvinnor, beslöjade, obeslöjade, regelbundet i den djupaste lusta, sedan män, nakna, halvnakna, slutligen pojkar med sin lekkamrat Josef, som är en exemplarisk helig dansös. Han dansar, som en slav till salu, inför den högmodige Potifar som David inför förbundsarken, uppfylld av Gud, beskyddad av de himmelska härskarorna. Han avvisar fru Potifars begäran på ett förvirrat och majestätiskt sätt. Varför inte? Han bryr sig uppenbarligen inte om kvinnor. Kanske ligger det i denna motvilja, till och med i rädslan för kvinnan, en hel del av det som vi med rätta kallar kyskhet hos män. Men i förklaringen är denna komponent lite betonad. Den sexuella känslan av abnormitet återspeglas också i förvandlingen av den fängelsehåla som den bibliske Josef kastas i fram till sin befrielse till en tortyrscen med eld och järn; Att detta onekligen är en stor teatralisk effekt visar teatern i sin funktion som det moderna samhällets nervpiska. En ängel i silverrustning befriar Josef och leder honom till saligheten i en kvinnolös tillvaro."
I sina yngre år framträdde Toni Birkmeyer i rollen som Joseph. År 1928, när Sasha Leontyev var balettmästare, spelade Hedy Pfundmayr Potifars hustru och 1930 dansade hon också på Teatro Colón i Buenos Aires med denna roll. Günter Hess dansade Joseph på Leipzigoperan 1924, Heino Hallhuber senare i München. Bland de viktigaste koreografierna finns Leopold Sachse, Yvonne Georgi, George Balanchine, Aurel von Milloss, Margarethe Wallmann, Victor Gsovsky, Antony Tudor och Erich Walter. Heinz Spoerli koreograferade verket 1992 med Falco Kapuste för Deutsche Oper am Rhein, Youri Vámos 1997 för Bonnoperan och Jurek Makarowski 1999 för Mainfranken Theater Würzburg (med Ivo van Zwieten som Joseph). 2012 koreograferade Anna Vita en ny version för Würzburgs teater.
En av de viktigaste produktionerna på senare tid är den av John Neumeier med Kevin Haigen och Judith Jamison (Wien 1977) i scenografin av Ernst Fuchs, som han reviderade för Hamburg 2008 och hade nypremiär i Wien 2015 med Denys Cherevychko och Rebecca Horner och Davide Dato och Ketevan Papava.
Gianni Versace designade scenkostymer för Josephs Legende 1982.

## Personer
- Potifar.
- Potifars hustru.
- Deras favoritslav.
- Potifars gäster.
- Potifars vaktmästare.
- Potifars tjänare, livvakter och slavar.
- En shejk.
- Dess åtta följeslagare.
- Hans unge tjänare.
- Tre beslöjade.
- Tre avtäckta.
- De beslöjades tjänare.
- Två tillsyningsmän.
- Sulamith, en dansare.
- Sex boxare.
- Deras följeslagare.
- Joseph, en femtonårig herdepojke.
- Sex pojkar, hans lekkamrater.
- Potifars bödlar.
- En manlig ärkeängel helt klädd i guld.

## Handling
Potifars palats, kolonnsalen i Andrea Palladios stil
En festmåltid äger rum vid Potifars hov. Gåvor förs in av slavar, men de ignoreras av Potifars hustru. Sulamit-danser och showbrottningsmatcher äger rum. Slavar bär in den sovande herdepojken Joseph, insvept i en matta. Han väcks och illustrerar sitt sökande efter frälsningens väg i pantomim och med ibland extatiska hopp, liksom sin oskuldsfullhet. Med sitt beteende väcker han det erotiska intresset hos Potifars hustru, som skickar iväg hovet. Joseph drömmer om sin skyddsängel, men blir rörd och kysst av Potifars hustru. Han sveper in sig i sin kappa, men hon omfamnar honom passionerat tills han sliter sig loss och står naken framför henne. Vakter överraskar paret och tar pojken i förvar, som ska torteras på Potifars order. Uppenbarelsen av ängeln, som redan hade setts i en dröm, räddar Joseph och hans kedjor faller till marken, han kan följa ängeln. De som är kvar står som fastfrusna, förförerskan stryper sig själv med sitt pärlhalsband.